# 飛牛牧場
飛牛牧場是台灣的觀光牧場，位於苗栗縣通霄鎮。佔地50公頃，放牧面積達120公頃，海拔約180至270公尺。其前身是「中部青年酪農村」，創立於1975年，直至1995年才轉型為觀光牧場，提供住宿、餐飲、烤肉營地，並販售乳製品。

## 歷史
1973年，因應政府的中部青年酪農村計劃，包括吳敦瑤、施尚斌兩人在內，共有17位青年赴美學習養牛技術。返台後，吳敦瑤、施尚斌貸款購地，經十多年開墾，於1975年創立牧場。然而，受到第二次石油危機的衝擊，苗栗縣共有14座牧場倒閉，僅施尚斌和吳敦瑤撐了下來。
1986年，施尚斌的阿姨到日本旅遊，帶回岩手縣小岩井農場的廣告單，讓施尚斌和吳敦瑤興起轉型念頭，決定各撥出25公頃的地共同開發。在赴日參觀後，兩人邀請農場景觀設計師來台設計，將牧場轉型成觀光牧場，1995年元旦，飛牛牧場開幕，初期生意慘淡，但在年底露營車協會包場辦活動並吸引媒體報導後，遊客大量湧入。之後飛牛牧場交給兩人的子女接棒經營。

## 影視取景
飛牛牧場是電視劇《翡翠谷》、《夕陽山外山》的取景地，也是偶像劇《薰衣草》、《海豚灣戀人》的取景地，而江蕙的《半醉半清醒》MV、金城武的《鮮花‧禮物‧情人節》MV也在此取景。然而，因為大批追星族湧入牧場，不但沒有提高牧場營收，反而造成經營上的困擾，因此一度不外借場地拍攝影片。

## 外部連結
- 官方网站